# قشلة منبه
قشلة منبه وهي إحدى الحصون الأثرية القديمة التي تم بناها في عهد الإمام يحيى بن حميد الدين وتقع في مديرية منبه في محافظة صعدة وتعتبر قشلة منبه أكثر تحصيناً عن غيرها، وكانت تؤدي وظائف عديدة إلى جانب كونها مركزاً إدارياً، فقد كانت تضم في تقسيماتها الداخلية سجناً للمناهضين للحكم الإمامي، كما كانت تضم مخازن للعتاد الحربي ومخازن للتموين، ويتبعها ساحة لتدريب الجنود.

## الوصف المعماري
تتكون القلعة من ثلاث طوابق، قوام بنائها الأحجار المهندمة، ويحيط بالمبنى العديد من ابراج المراقبة شديدة التحصين، وفي ساحة المبنى مرافق خدمية عديدة، ولها بوابة واحدة يمكن الدخول منها، حيث كانت في الماضي تغلق مساءً وتفتح عند مطلع الفجر، وتتناوب عليها خدمات الحراسة.